# Aéroport de Taldykourgan
L’aéroport de Taldykourgan (russe : аэропорт Талдыкорган) (code IATA : TDK • code OACI : UAAT) est un aéroport situé à Taldykourgan, au Kazakhstan.

## Situation
| \| 100 km1:25 028 000 \| Turkestan Aktaou Aktioubé Almaty Astana Atyraw Balkhach Chimkent Jezkazgan Kökşetaw Kostanaï Kyzylorda Öskemen Ourdchar Oucharal Oural Pavlodar Petropavl Sary-Arka Semeï Taldykourgan Taraz |
| 100 km1:25 028 000 |

## Compagnies et destinations

### Passagers
| Compagnies    | Destinations |
| ------------- | ------------ |
| Qazaq Air     | Noursoultan  |
| SCAT Airlines | Noursoultan  |
| Zhetysu       | Noursoultan  |

Édité le 11/03/2020